# Itagüí Rugby Club
Itagüí Rugby Club es un equipo de rugby de Itagüí en Colombia con sede en el Estadio Metropolitano Ciudad de Itagüí.

## Historia
El equipo nace en el año 2009 como iniciativa del Gobierno de Itagüí. En el año 2013 el Gobierno de Itagüí anuncia más apoyo y más incentivos para el equipo.